# Agelasta szetschuanica
Agelasta szetschuanica là một loài bọ cánh cứng trong họ Cerambycidae.